# Xian de Jingning
Pour les articles homonymes, voir Jingning.
Le xian de Jingning (静宁县 ; pinyin : Jìngníng Xiàn) est un district administratif de la province du Gansu en Chine. Il est placé sous la juridiction de la ville-préfecture de Pingliang.

## Démographie
La population du district était de 460 430 habitants en 1999.